# Karl Brodhäcker
Karl Brodhäcker (Pseudonym: Karl Broker, * 23. Dezember 1919 in Alsfeld/Hessen; † 6. November 2013 ebenda) war ein deutscher Schriftsteller, Journalist und Verleger.

## Leben
Karl Brodhäcker nahm als Angehöriger des „Fallschirm-Panzer-Korps Hermann Göring“ am Zweiten Weltkrieg teil. Nach 1945 wirkte er als Journalist, Verleger und freier Schriftsteller in Hessen. Von 1959 bis 1967 gab er die Wochenzeitschrift Hessen-Journal heraus und von 1965 bis 1994 die Buchreihe „Ulrichsteiner Bücherei“. Brodhäcker lebte bis zu seinem Tode in Alsfeld.
Karl Brodhäckers Werk umfasst Romane, Jugendbücher, Gedichte und Theaterstücke, teilweise in hessischer Mundart. Daneben gab er eine Reihe von Anthologien heraus. Außerdem veröffentlichte er zahlreiche Beiträge zur Regionalgeschichte und Volkskunde des Vogelsbergs und Oberhessens. 1994 wurde er mit dem Kulturpreis der Stadt Alsfeld ausgezeichnet.

## Schriften
- Blauer Himmel über Alsfeld, Alsfeld 1951
- Handiel und Jerlud, Alsfeld 1951
- Der verlorene Haufen, Dortmund 1955
- Zwiwwelstee, Gießen 1955
- Peter fliegt nach Island, Gießen 1963
- Das Geheimnis in der Klosterruine, Wuppertal 1964
- Alarm! Viehdiebe!, Wuppertal 1966
- Ernst Eimer, Gießen 1967
- De General von de Bunnsopp und andere Alt-Alsfelder Originale, Gießen 1968
- Politiker im Spiegel der Karikatur, Gießen-Wieseck 1975 (zusammen mit Fritz Bartsch-Hofer)
- De fidehle Owwerheß, Ulrichstein 1978
- Nee, so ebbes!, Ulrichstein 1983 (zusammen mit Erich Stümpfig und Lutz Dönges)
- Die Oberhessische Eisenbahn, Gießen-Wieseck 1984
- Hoch auf dem gelben Wagen, Gießen 1985
- Wie die Oberhessen fliegen lernten, Gießen 1988
- Wilderer in Oberhessen, Gießen 1989
- Hallo Fridolin!, Alsfeld 1990 (zusammen mit Gisela Seifert)
- Das Skelett in der Mauer, Gießen 1990
- Das Herz im Schnee, Alsfeld 1991
- Trompetensolo für Ernestine, Alsfeld 1992
- Alsfelder Platzkonzert ohne Noten, Schotten 1996
- Immer lustig und fidel, Lauterbach 1999
- "... und küßte den kleinen Mandelbaum", Lauterbach 1999
- Vom Hummel Brummel Pummelchen und vielen anderen Tieren, Lauterbach 1999 (zusammen mit Josef Krahforst)
- Vom Himmel hoch ..., Alsfeld 2001
- Die Raben vom Galgenberg - Alsfelder Sagen, Märchen und Geschichten, Alsfeld 2001
- Aber die Liebe bleibt, Alsfeld 2002
- Lisbeth Wacker erzählt Mein Schorsch, das Olwel, Alsfeld 2002
- Wer war wer?, Alsfeld 2002
- Gewalt vor Recht. Zank und Radau um den Wasserleitungsbau, Alsfeld 2003
- Mord auf dem Herrenhof und andere Vogelsberger Kriminalgeschichten, Fernwald 2004
- "Wir wollen zu Land ausfahren", Alsfeld 2004
- Das Haus über dem Atlantik, Fernwald 2004 (zusammen mit Susanne Brodhäcker)
- Jahre am Meer, Alsfeld 2007
- Auf Spurensuche nach Willingshäuser Malern und ihren Bildern, Alsfeld 2008
- Tödlicher Abgrund, Santa Úrsula (Teneriffa) 2009
- Von Mühlen und Müllern im alten Oberhessen, Alsfeld 2010
- Die Zwerge vom Alsfelder Silberbul, Alsfeld 2010
- Der Mord am Türmer, Alsfeld 2012
- Das russische Tagebuch, Alsfeld 2013
- Trügerische Idylle, Alsfeld 2013
- Vermisst in Steinrod, Alsfeld 2013

## Herausgeberschaft
- Großmutters Liederbuch, Gießen-Burkhardsfelden 1970
- Gießen, ich lieg dir zu Füßen, Gießen-Wieseck 1975
- Da lachst de dich kabutt, Ulrichstein 1976
- Handkäs mit Musik, Ulrichstein 1977
- Ds Schlappmaul aus de Owwergass, Ulrichstein 1978
- Hessische Sache zum gizzeln, gazzeln un lache, Ulrichstein 1979
- Kerle, woas Kerle!, Ulrichstein 1979
- Grine Krozze, Ulrichstein 1980
- Mir lache als noch, Ulrichstein 1983
- Hessisch Oart, Ulrichstein 1985
- Mir heern net uff zu lache, Schotten 1995
- Mein Vogelsberg, Alsfeld 2005